# Кошелево (Рязанская область)
Кошелево — опустевшая деревня в Пронском районе Рязанской области. Входит в Мамоновское сельское поселение

## География
Находится в юго-западной части Рязанской области на расстоянии приблизительно 9 км на юг-юго-восток по прямой от районного центра города Пронск.

## История
В 1859 году здесь (тогда деревня Скопинского уезда Рязанской губернии) было учтено 18 дворов. Название было дано по фамилии владельца.

## Население
Численность населения: 169 человек (1859 год), 0 как в 2002 году, так и в 2010.